# María Teresa Garzón Martínez
María Teresa Garzón Martínez (Colombia, 1978) es una feminista descolonial y doctora en Ciencias Sociales en estudios de las mujeres y estudios culturales.

## Biografía
Nació en Colombia en 1978 y cursó estudios de maestría en Estudios Culturales por la Pontificia Universidad Javeriana de Colombia y Estudios Feministas por la Universidad Nacional de Colombia. Posteriormente se doctoró en Ciencias Sociales por la Universidad Autónoma Metropolitana Unidad Xochimilco de México.
En su trabajo como investigadora ha realizado algunas publicaciones como “Humana. Representaciones, colonialidad de género e industrias culturales contemporáneas” y “Projeto Boas Práticas Cov-19. Nodo Chiapas”.
Además, ha sido coordinadora de la Cátedra de Género y Feminismos “Mercedes Olivera Bustamante” y lidera el cuerpo académico de Género y Feminismos del Centro de Estudios Superiores de México y Centroamérica CESMECA, perteneciente a la Universidad de Ciencias y Artes de Chiapas en México.
Es también instructora en defensa personal y fundadora de Comando Colibrí, grupo de autodefensa que plantea reflexiones y propuestas sobre cómo hacer frente a la violencia contra las mujeres.

## Obras
- Netflix. Una pantalla que te saca de aquí. México: Centro de Estudios Superiores de México y Centroamérica-Universidad de Ciencias y Artes de Chiapas (2021), junto con, Efraín Ascencio y Teresa Garzón, del que la autora dice que nació como un juego.[5]
- Pelear con los ángeles desde el fango: una misión de rescate en Altered Carbon. (2021).
- Blanquitud. Una lectura desde la literatura y el feminismo descolonial (2020).
- Sólo las amantes serán inmortales. Ensayos y escritos en estudios culturales y feminismo (2017).
- Hacerse pasar por lo que una no es. Modernización, criminalidad y no mujeres en la Bogotá de 1920 (2018).